# Ryan Key
William Ryan Key (Jacksonville, 17 dicembre 1979) è un cantautore, musicista, produttore discografico e attore statunitense, front-man degli Yellowcard.

## Carriera

### Primi anni
Key comincia a suonare la chitarra a 13 anni. Dopo aver frequentato la scuola pubblica, decide di seguire la sua passione per la recitazione, e si iscrive alla Douglas Anderson School of the Arts di Jacksonville. Dopo essersi diplomato, comincia a frequentare la Florida State University a Tallahassee con una borsa di studio. In questo periodo Key canta in una band locale chiamata Modern Amusement.
Nel 1998, dopo lo scioglimento del gruppo, Key abbandona gli studi e si dirige in California a Santa Cruz, dove diventa il chitarrista dei Craig's Brother, una band di cui era fan. Dopo circa nove mesi passati in tour con la nuova band, stanco di questa vita e disilluso sulle reali possibilità del gruppo di sfondare, prende la decisione di ritornare a casa in Florida e iscriversi di nuovo all'università.
A inizio 2000 riceve la visita di un membro di una band locale di Jacksonville (sua città natale), gli Yellowcard. Questi gli propone di partecipare a delle prove con la band durante le vacanze primaverili in sostituzione di un chitarrista; Key accetta ed effettua le prove, portando anche un paio di canzoni che lui stesso aveva scritto e che piacciono al resto del gruppo. Gli Yellowcard in questo periodo stanno registrando un EP, ma la band non è contenta delle parti vocali del cantante Ben Dobson e scopre che con Key alla voce le canzoni suonano molto meglio. In breve tempo la situazione si palesa a Dobson, che litiga con gli altri membri ed è cacciato dal gruppo. "È stato un inizio decisamente movimentato", ha poi commentato Key, "e pensavo 'Ma in che situazione mi sono cacciato?', anche perché tutti davano la colpa a me di quanto era successo, ma ho deciso di tenere duro e restare dov'ero." L'EP che ne risulta è Still Standing EP, che permette alla band di ottenere il suo primo contratto con un'etichetta indipendente, la Lobster Records.
Per registrare un disco con la nuova etichetta, la band deve spostarsi in California, così Key oltre a mettere da parte i soldi guadagnati con qualche lavoretto vende la sua macchina, e il gruppo è in grado di comprare un miniautobus per compiere il viaggio. Ottobre vede così la nascita di One for the Kids, il primo full length con Key alla voce (e alla chitarra). Mentre il resto della band rientra in Florida per le vacanze di Natale, Key decide di rimanere in California presso un amico, e cerca un posto dove la band si possa trasferire definitivamente, convinto che in California le possibilità di fare carriera siano molto più alte che nello Stato natale. Gli Yellowcard si trasferiscono definitivamente in California ad inizio 2001, e poco dopo viene pubblicato l'album.

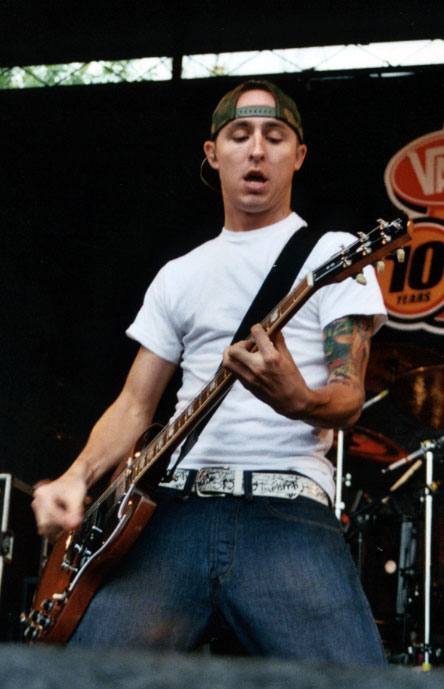
Ryan Key in concerto nel 2004

### Il successo con gli Yellowcard
Come cantante e chitarrista degli Yellowcard, Key ha registrato gli album One for the kids, The Underdog EP e il pluripremiato Ocean Avenue. Successivamente, ispirati dai sentimenti negativi nei confronti della città di Los Angeles, Key e gli Yellowcard hanno prodotto un nuovo album, Lights and Sounds, seguito nel 2007 da Paper Walls.

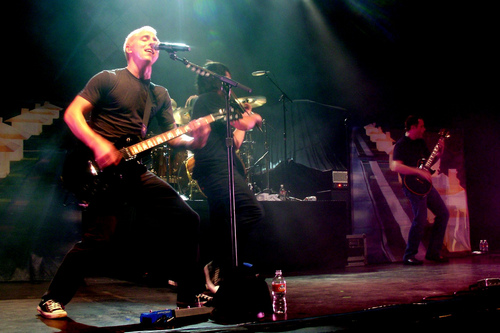
Live nel 2007

### Pausa degli Yellowcard, Big If ed altri progetti
In seguito al poco successo degli ultimi due album, la band decide di prendere una pausa per concentrarsi sulle proprie vite private. Key ha detto che questo periodo di pausa gli è stato molto utile per riavvicinarsi alle persone che ama e anche per capire quanto importanti siano gli Yellowcard nella sua vita; il cantante infatti si sposta da Los Angeles e va a stabilirsi in Georgia, in casa di suo cugino Alex, facendo svariati lavori per sostenersi economicamente, dato che si era venuto a trovare in una cattiva situazione finanziaria. Poco dopo il break-up, Key ha costituito una nuova band chiamata Big If assieme all'ex frontman dei Reeve Oliver Sean O'Donnell; nel progetto erano coinvolti anche il chitarrista degli Yellowcard Ryan Mendez ed il futuro bassista Josh Portman. I Big If hanno pubblicato alcune canzoni sul proprio MySpace, ma non hanno mai pubblicato album né firmato contratti discografici. Nel 2008 Key ha anche occasione di recitare nel cortometraggio semicomico Moustachette, ideato dall'amico Patrick Stump, voce dei Fall Out Boy. A Key viene affidata la parte di co-protagonista, ovvero quella di un giovane pittore che sogna la fama attraverso i suoi innovativi quadri, ma che deve invece confrontarsi con una realtà ben più modesta. Partecipa anche al film Cloverfield, facendo la comparsa nella festa all'inizio del film. Nello stesso anno è ospite della trasmissione MADE di MTV, nella quale i partecipanti cercano di cambiare il proprio stile e migliorare le proprie capacità per perseguire un obiettivo che si sono proposti. Key deve seguire due ragazzi che vogliono diventare delle rockstar. Dopo varie vicissitudini, i due concorrenti partecipano alla Battle of Bands, non riuscendo però a risultare vincitori. Sempre nel 2008 Ryan collabora con Taboo dei The Black Eyed Peas cantando nella canzone Gotta Get It Now, e compare nel video per We Are the Ones di will.i.am, una canzone realizzata a supporto del presidente Barack Obama. Nel 2009 ha collaborato con gli Every Avenue co-scrivendo il testo di Girl Like That, per l'album Picture Perfect. Ad inizio 2010 Key ha anche lavorato presso suo zio, che possiede un'azienda di taglialegna. Nel frattempo ha interpretato sé stesso nel film How to Make Love to a Woman.

### Reunion degli Yellowcard e presente
A fine 2010 gli Yellowcard decidono di tornare assieme, firmando un contratto con la casa discografica indipendente Hopeless Records, ed ha registrato il CD When You're Through Thinking, Say Yes, pubblicato nel 2011 con un buon successo di pubblico e critica, seguito a fine anno dalla versione acustica. Sempre nel 2011 ha cantato come guest vocalist nella canzone Stay Posi dei compagni d'etichetta Silverstein, inserita nella compilation Take Action! Vol. 10 per la Hopeless Records, e nella canzone Stop Right There degli Assemble the Skyline, opening track del loro EP Right Here. Right Now. Inoltre ha collaborato nuovamente con gli Every Avenue alla scrittura del testo di Tie Me Down per il loro album Bad Habits.
Nel 2012 esce il nuovo album degli Yellowcard, chiamato Southern Air ed anticipato dal singolo Always Summer. La band partecipa al Warped Tour 2012, anche se Ryan deve cantare seduto durante i primi due concerti per un intervento al piede destro effettuato alcuni giorni prima dell'inizio del tour. Durante il tour, è invitato sul palco dagli amici New Found Glory per cantare assieme a Jordan Pundik My Friends Over You. Tra le collaborazioni nel 2012, troviamo quella con i Hit the Lights, con cui ha scritto la canzone Faster Now per l'album Invicta, e quella con la band svedese Like Torches a maggio, per la quale ha prodotto assieme a Ryan Mendez il primo album studio (oltre ad apparire come guest vocalist nel singolo Missing It All). Il 10 dicembre esce in anteprima il video per Awakening (da Southern Air), il primo video ideato direttamente da Key stesso. Il 23 gennaio 2013 gli Yellowcard sono costretti ad annullare un loro show ad Edmonton a causa di un forte mal di gola che l'ha colpito, mentre a marzo un'emorragia alle corde vocali lo costringe a sospendere per qualche giorno il processo di registrazione di Ocean Avenue Acoustic, album che esce nell'agosto dello stesso anno.
Tra le sue principali influenze, Key ha citato i musicisti Dave Grohl e Chris Martin, sia per la musica che scrivono, sia per il loro lato umano.

## Vita privata
Il 6 maggio 2013 si è sposato con la snowboarder russa Alyona Alekhina, sua fidanzata dal 17 dicembre 2011. I due si erano conosciuti a Madrid dopo un concerto degli Yellowcard. Vive a Nashville con il bassista della band Josh Portman dall'ottobre del 2014; in precedenza aveva vissuto per anni a Los Angeles con una parentesi in Georgia ed una a Denver nel periodo in cui la moglie si stava riprendendo dal grave infortunio alla schiena che l'ha colpita nel 2013.
È un appassionato di sport, in particolare il calcio in cui tifa per i Los Angeles Galaxy, squadra della sua città di residenza, ed il football americano, dove tifa per i Georgia Bulldogs. Possiede un bulldog di nome Otis. Ha vari tatuaggi, tra cui uno sul polso destro con la scritta in rosso The world has turned and left me here ("il mondo si è girato dall'altra parte e mi ha lasciato qui"), dal titolo di una canzone degli Weezer.
Come narrato anche nel testo della canzone Light Up the Sky (da Lights and Sounds), nel periodo successivo all'esplosione della band con il successo di Ocean Avenue Ryan ha attraversato un periodo definito come "scuro" nella sua vita, in cui al successo si accompagnavano le caratteristiche tipiche della vita da rockstar, tra party senza fine, alcool e droga; in merito, Ryan ha dichiarato di aver fatto uso di cocaina, e pur senza sviluppare una costante dipendenza, l'uso che ne faceva gli creava una sorta di problematica interna perché ciò contrastava con i princìpi cui era stato educato dalla famiglia.
Il 30 settembre 2013, prima del concerto a Salt Lake City nell'ambito del tour per Ocean Avenue Acoustic, ha incontrato gli studenti della Copper Hills High School di West Jordan come ospite nella lezione di giornalismo e scrittura creativa del professor Steve Haslam.

## Discografia

### Da solista
EP
- 2018 – Thirteen
- 2018 – Virtue
- 2022 – Everything Except Desire

### Come produttore
- 2011 – Yellowcard - When You're Through Thinking, Say Yes (Acoustic)
- 2013 – Like Torches - Keep Your Head High
- 2013 – Yellowcard - Ocean Avenue Acoustic

## Filmografia
- 2008 – Moustachette (Casper Amity)
- 2008 – Cloverfield (comparsa)
- 2010 – How to Make Love to a Woman (sé stesso)